# Hermann Ohlicher
Hermann Ohlicher (2 novembre 1949) è un ex calciatore tedesco, di ruolo attaccante.

## Palmarès

### Club

#### Competizioni nazionali
- Campionato tedesco: 1

Stoccarda: 1983-1984
- Campionato tedesco di seconda divisione: 1

Stoccarda: 1976-1977 (girone Sud)